# Sweet Seymour Skinner's Baadasssss Song
"Sweet Seymour Skinner's Baadasssss Song" är avsnitt 19 från säsong fem av Simpsons och det 100:e avsnittet som sändes. Avsnittet sändes på Fox i USA den 28 april 1994. I avsnittet blir Seymour Skinner avskedad efter att Bart tagit med sig Santa's Little Helper till skolan. Bart får skuldkänslor och blir vän med Skinner. Under tiden blir Ned Flanders Springfield Elementary Schools nya rektor. Avsnittet skrevs av Bill Oakley och Josh Weinstein samt regisserades av Bob Anderson. Avsnittet finns med på videoutgåvan The Simpsons: Greatest Hits och innehåller bland annat referenser till Alien och Full Metal Jacket. Titeln är en parodi på Sweet Sweetback's Baadasssss Song. Marcia Wallace gästskådespelar som Edna Krabappel.

## Handling
Bart ska ta med sig en sak för att visa och berätta i skolan och han tar med sig Santa's Little Helper. Barts presentation blir lyckad men efter visningen får Bart stänga in honom i ett förråd. Hunden rymmer då från förrådet och börjar gå i skolans ventilationssystem. Då detta upptäcks skickar men in vaktmästare Willie för att fånga hunden. Han fångar hunden men fastnar och brandkåren får hämta dem. Skolan får då besök av Gary Chalmers som avskedar Seymour Skinner efter att han fångat Willie. Skolan får en ny rektor, Ned Flanders, som försöker vara en snällare rektor. Bart får skuldkänslor och börjar besöka Skinner efter skolan och de blir goda vänner. Skinner hittar efter en tid ett nytt jobb, han återgår till sin gamla tjänst i armén.
Bart börjar sakna Skinner och vill få honom tillbaka till skolan. Homer, Bart och Seymour tänker ut en plan om hur de ska få Flanders att bli avskedad. Skolan har blivit värre sen Flanders tog över så de låter Bart ta Chalmers till skolan. Chalmers bryr sig dock inte om vad Flanders gjort tills han hör att han ber till gud över högtalarna. Chalmers vill inte att man ber i skolan och avskedar Flanders och återanställer Skinner. Skinner tackar Bart och de båda återgår till sina gamla liv.

## Produktion
Avsnittet skrevs av Bill Oakley och Josh Weinstein samt regisserades av Bob Anderson. Oakley och Weinstein bestämde sig för att göra ett avsnitt med Skinner eftersom man under femte säsongen ville ha fler avsnitt som handlar om de andra rollfigurerna. Skinners beteende i avsnittet är delvis baserat på lärarna Oakley och Weinstein hade i high school. Avsnittet sändes som nummer 100 eftersom de ville ha avsnitt där Bart har en större roll. Leopold och Luigi medverkar för första gången i serien, de designades av David Silverman. Avsnittet sändes på Fox den 28 april 1994 och finns med på videoutgåvan The Simpsons: Greatest Hits. Marcia Wallace gästskådespelar som Edna Krabappel.

## Kulturella referenser
Titeln är en parodi på Sweet Sweetback's Baadasssss Song. När Skinner säger till Bart att de alltid har tvättomaten till Bart är det en referens till Casablanca. I avsnittet kollar Marge, Lisa och Bart på en hemmafilm som är en parodi på En härlig tid. I scenen spelas också Joe Cockers version av "With a Little Help from My Friends". Scenen då hunden springer i ventilationstrumman är det en referens till Alien. Skinner säger att han blev skjuten i ryggen i United Service Organizations då han försökte få Joey Heatherton att sätta på sig byxor. Scenen då Skinner utbildar meniga är en referens till Full Metal Jacket. Skinner berättar för Apu Nahasapeemapetilon att han planerar skriva en bok kallad Billy and the Cloneasaurus efter att han blivit avskedad, Apu säger då till Skinner att handlingen är ett plagiat på Jurassic Park. I en scen sitter Martin i en bur och sjunger Toreadorsången. Då Lisa berättar för Bart att han behöver en ärkefiende nämner hon att Sherlock Holmes hade Professor Moriarty och Mountain Dew hade Mello Yello.

## Mottagande
Avsnittet hamnade på plats 16 över mest sedda program under veckan med en Nielsen ratings på 12,7 vilket gav 12 miljoner hushåll och var det mest sedda serien på Fox under veckan. I boken I Can't Believe It's a Bigger and Better Updated Unofficial Simpsons Guide har Warren Martyn och Adrian Wood skrivit att avsnittet är fint gjort och de bästa delarna var då Skinner berättade om sin bok och besöken på den italienska restaurangen. Hos DVD Movie Guide har Colin Jacobson sagt att början påminner honom om då han fick en valp i julklapp andra klass. Han tog med den till skolan och scenen i avsnittet påminner honom om hur han upplevde det. Han anser att förutom referensen till Alien är avsnittet annars stelt men han gillar vissa scener, som att man får reda på att Flanders pappa var en beatnik. Gary Mullinax på The News Journal kallar avsnittet för roligt och en av hans tio favoriter. Patrick Bromley på DVD Verdict har gett avsnittet B+ i betyg och Bill Gibron på DVD Talk har givit avsnittet betyg 4 av 5. Dave Manley på DVDActive anser att ur videoutgåvan The Simpsons: Greatest Hits är avsnittet en av de sämre och den togs med bara med för det avsnitt 100.